# ويكيبيديا السويدية
ويكيبيديا السويدية (بالسويدية: Svenskspråkiga Wikipedia) هي إصدار اللغة السويدية من ويكيبيديا، تاريخ إطلاقها كان في مايو 2001 مع ويكيبيديا الألمانية كثالث إصدار من ويكيبيديا، وطبقًا لإحصاءات أغسطس 2015 فهي ثاني أكبر نسخة من ويكيبيديا من حيث عدد المقالات حيث يبلغ عدد مقالاتها مليونا مقالةٍ، معظمها تُرجمت بواسطة بوت إلكتروني، ولذلك فإن نسبة العمق فيها لا تتجاوز 10.59 فقط. يتحدث اللغة السويدية 9 ملايين نسمة. وصلت عدد مقالاتها يوم 19 مايو 2025 إلى 2٬609٬856 مقالة و6٬311٬423 صفحة و57٬353٬868 تعديل و950٬265 مستخدم مسجل و1٬953 مستخدم نشط و64 إداري.

## التاريخ
أطلق جيمي ويلز ويكيبيديا السويدية في 23 مايو 2001 كنسخة رابعة بلغة ويكيبيديا. في 27 سبتمبر 2012 وصلت ويكيبيديا السويدية إلى 500,000 مقالة. في 15 يونيو 2013 وصلت إلى مليون مقالة وارتفعت من المركز الثامن إلى المركز الخامس (حسب عدد المقالات). وهذا يعني أنه خلال عامي 2012 و2013 زاد عدد مقالات ويكيبيديا السويدية بأكثر من الضعف. يرجع ذلك إلى استخدام البوتات في إنشاء المقالات. عند الانتهاء، أنشأ مشروع البوتات وحده أكثر من مليون مقالة، معظمها قصير. في عام 2014، أنشئت حوالي نصف مقالاتها بواسطة بوت واحد. خلال عامي 2015 و 2016، كتب إل إس جيه بوت أكثر من مليون مقال جغرافي، مما زاد عدد المقالات إلى ما يقرب من 3.8 مليون مقال بحلول نوفمبر 2016 عندما توقف. في هذه الأثناء، أصبحت ويكيبيديا السويدية ثاني أكبر ويكيبيديا، بسبب إنشاء المقالات الجغرافية. منذ ذلك الحين حذفت حوالي 750,000 مقالة من هذه المقالات الجغرافية بسبب أوجه القصور المختلفة (مثل الملحوظة والتوثيق)، وانخفض إجمالي عدد المقالات من حوالي 3.8 مليون في نوفمبر 2016 إلى أقل من 3.5 مليون مقال في ديسمبر 2020. وإلى أقل من 3.4 مليون مقالة اعتبارًا من 3 مارس 2021، بينما انخفض عدد المقالات في 17 مارس 2021 إلى أقل من 3.3 مليون مقالة.
يوميًا تحذف ويكيبيديا السويدية في المتوسط 400 إلى 3000 مقالة من صنع إل إس جيه بوت. ولكن في بعض الأيام تحذف أقل من 400 مقالة يوميًا، وفي أيام أخرى تزيد عن 5000 مقالة. منذ مارس 2021، زادت وتيرة عمليات الحذف مرة أخرى بشكل كبير، لتصل إلى أكثر من 4000 مقالة كل يوم تقريبًا. ومع ذلك، فقد تحسنت العديد من مؤشرات الجودة بشكل ملحوظ، مثل عمق المقالة الذي تضاعف من 5 في نوفمبر 2016 إلى 10. في 5 مايو 2021، انخفض عدد المقالات إلى أقل من 3.2 مليون مقال. في يونيو 2021، زادت وتيرة عمليات الحذف بأكثر من 60 ألف عملية حذف، وفي 14 يونيو انخفض عدد المقالات إلى أقل من 3.1 مليون مقال، وفي أواخر يوليو 2021، زادت المقالات قليلاً عن 3 مليون.

## التقدم
| عدد المقالات | التاريخ        | المرجع        |
| ------------ | -------------- | ------------- |
| 1            | 3 مايو 2001    |               |
| 10,000       | 8 يوليو 2003   | [ 13 ]        |
| 20,000       | 21 يناير 2004  | [ 13 ]        |
| 30,000       | 23 مايو 2004   | [ 13 ]        |
| 40,000       | 13 سبتمبر 2004 | [ 13 ]        |
| 50,000       | 17 نوفمبر 2004 | [ 13 ]        |
| 75,000       | 19 مايو 2005   | [ 13 ]        |
| 100,000      | 27 أغسطس 2005  | [ 13 ]        |
| 150,000      | 6 أبريل 2006   | [ 13 ]        |
| 200,000      | 23 ديسمبر 2006 | [ 13 ]        |
| 250,000      | 14 سبتمبر 2007 | [ 13 ]        |
| 300,000      | 13 ديسمبر 2008 | [ 13 ]        |
| 400,000      | 19 يوليو 2011  | [ 13 ]        |
| 500,000      | 27 سبتمبر 2012 | [ 13 ]        |
| 600,000      | 16 يناير 2013  | [ 13 ]        |
| 700,000      | 1 فبراير 2013  | [ 13 ]        |
| 800,000      | 19 فبراير 2013 | [ 13 ]        |
| 900,000      | 25 مارس 2013   |               |
| 1,000,000    | 15 يونيو 2013  |               |
| 1,100,000    | 24 يونيو 2013  |               |
| 1,200,000    | 11 يوليو 2013  |               |
| 1.300,000    | 25 يوليو 2013  |               |
| 1,400,000    | 10 أغسطس 2013  |               |
| 1,500,000    | 21 أغسطس 2013  |               |
| 1,600,000    | 30 نوفمبر 2013 | [ 14 ]        |
| 1,700,000    | 9 يوليو 2014   | [ 15 ]        |
| 1,800,000    | 1 أغسطس 2014   | [ 16 ]        |
| 1,900,000    | 2 سبتمبر 2014  | [ 17 ]        |
| 2.000,000    | 6 سبتمبر 2015  | [ 18 ] [ 19 ] |
| 3,000,000    | 27 أبريل 2016  | [ 20 ]        |

## المعرض

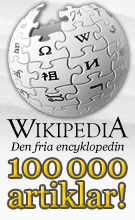
شعار ويكيبيديا السويدية عند وصولها إلى 100,000
شعار ويكيبيديا السويدية عند وصولها إلى 500,000 (سبتمبر 2012)
شعار ويكيبيديا السويدية عند وصولها إلى 1,000,000 (يونيو 2013)
شعار ويكيبيديا السويدية عند وصولها إلى 2,000,000 (سبتمبر 2015)
شعار ويكيبيديا السويدية عند وصولها إلى 3,000,000 (أبريل 2016)
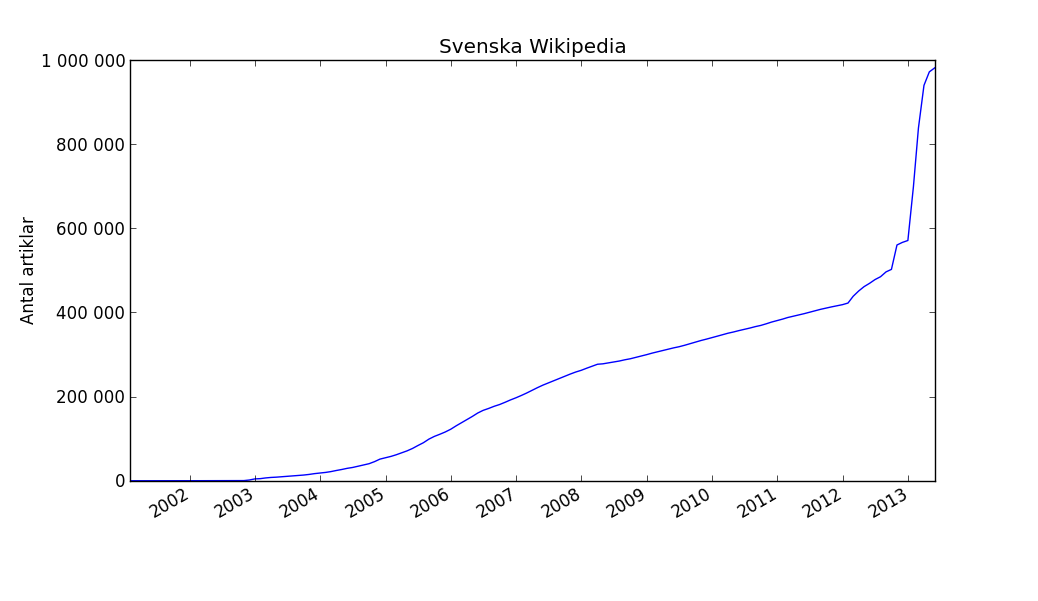
نمو عدد المقالات من 2001 إلى 2013